# Dinamo Ryga (hokej na lodzie)
Dinamo Ryga (łot. Dinamo Rīga) – łotewski klub hokeja na lodzie z siedzibą w Rydze.

## Historia

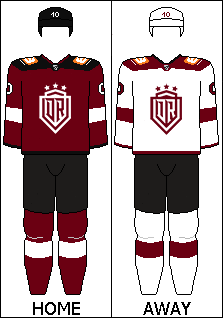
Stroje meczowe Dinamo Ryga w sezonie 2020/2021

Klub został założony w 1946 i występował w Wyższej Lidze w latach 1946–1963 oraz 1973–1995. Wywalczył wicemistrzostwo Związku Radzieckiego w 1988. W 1995 został rozwiązany.
Klub jest w posiadaniu kilku spółek, do których należą Itera Latvija (łotewski koncern gazowy należący do Gazpromu), Guntis Ulmanis (piąty w historii prezydent Łotwy), Aigars Kalvītis (były premier Łotwy) i Aldis Pauniņš.
7 kwietnia 2008 nastąpiła reaktywacja klubu i przyjęcie do nowo powstałej ligi KHL. W sezonie KHL 2008/2009 drużyna odpadła w 1/8 finału przegrywając z Dinamo Moskwa w stosunku 0:3 (sklasyfikowana na 11. miejscu). W kolejnym sezonie KHL 2009/2010 zespół uplasował się po sezonie zasadniczym na ósmym miejscu (królem strzelców całych rozgrywek był w tym momencie napastnik Dynama, Marcel Hossa). W 1/8 finału drużyna łotewska sprawiła dużą niespodziankę, eliminując z gry najlepszą drużynę Konferencji Zachód - SKA Sankt Petersburg 3:1. W 1/4 finału rozgrywek (półfinał Konferencji) - zespół uległ drużynie MWD Bałaszycha w meczach 1:4 i został sklasyfikowany ostatecznie na 8. miejscu w lidze.
W sezonie KHL (2010/2011) drużyna awansowała do fazy play-off z 8-go miejsca w Konferencji Zachód i w 1/8 finału niespodziewanie wyeliminowała faworyzowany OHK Dinamo, który zajął pierwsze miejsce w Konferencji. Był to niejako rewanż za ćwierćfinał poprzedniego sezonu (OHK jest sukcesorem MWD). W 1/4 finału Dinamo uległo drużynie Łokomotiw Jarosław 1:4 i podobnie jak w poprzednim sezonie ukończyło ligę na 8. miejscu.
W edycji KHL (2011/2012) Dinamo awansowało w fazy play-off z 7. miejsca w Konferencji Zachód i w 1/8 finału uległa drużynie Torpedo Niżny Nowogród w meczach 3:4. Ostatecznie łotewski klub sklasyfikowano na 15. miejscu w lidze.
Po niezadowalającym początku sezonu KHL (2012/2013), na początku listopada 2012 został zwolniony fiński szkoleniowiec Pekka Rautakallio (trenował drużyna od sezonu 2011/2012). Drużyna nie zakwalifikowała się do fazy play-off i została sklasyfikowana na 24. miejscu w lidze. Następnie zespół został pierwszym w historii triumfatorem i zdobywcą Pucharu Nadziei.
Przed sezonem KHL (2020/2021) przedstawiono nowe logo klubu.
Po rozpoczęciu inwazji Rosji na Ukrainę władze Dinama Ryga 27 lutego 2022 wycofały klub ze wszystkich struktur KHL (w tym czasie zakończył się już sezon zasadniczy edycji 2021/2022). Później ogłoszono, że drużyna nie powróci do rywalizacji w KHL w edycji 2022/2023. Następnie drużyna została przyjęta do rozgrywek ekstraligi łotewskiej edycji 2022/2023.

## Sukcesy
- Złoty medal wyższej ligi: 1973
- Puchar Tatrzański: 1983
- Srebrny medal mistrzostw ZSRR: 1988
- Puchar Nadziei: 2013

## Szkoleniowcy
Szkoleniowcami klubu byli Anatolij Jegorow (1960-1962), Ēvalds Grabovskis (1974-1980, 1989-1991), Július Šupler (2008-2011), Pekka Rautakallio (2011-2012). Od listopada 2012 do 2015 był nim Artis Ābols. W lipcu 2015 trenerem został Kari Heikkilä. W 2014 asystentem trenerów został były zawodnik klubu Aleksandrs Ņiživijs, a na przełomie 2015/2016 tę funkcję pełnił Fin Raimo Helminen. W trakcie sezonu KHL (2016/2017) do sztabu szkoleniowego dołączył Sandis Ozoliņš, który w maju 2017 został mianowany głównym trenerem Dinama. Został zwolniony pod koniec września 2017. Jego miejsce zajął Ģirts Ankipāns, a jego asystentami na początku października 2017 zostali Aigars Cipruss i Edgars Masaļskis. Od połowy 2018 do kwietnia 2020 asystentem w sztabie ponownie był Artis Ābols. W lipcu 2020 nowym szkoleniowcem drużyny został Pēteris Skudra. Wówczas do sztabu trenerskiego weszli Aleksandrs Ņiživijs i Raimonds Vilkoits, następnie Dmitrij Parchomienko oraz Andrej Kudzin. W kwietniu 2021 nowym szkoleniowcem Dinama został ogłoszony Siergiej Zubow. W tym samym miesiąca do sztabu weszli Oleg Oriechowski, Valērijs Kuļibaba, Edgars Lūsiņš. Pod koniec października 2021 ogłoszono odejście trenera Zubowa z uwagi na kwestie rodzinne, a tymczasowym szkoleniowcem został Valērijs Kuļibaba. Pod koniec listopada 2021 głównym trenerem został ogłoszony Władimir Krikunow. W sezonie 2022/2023 trenerem był Leonīds Beresņevs.

## Kluby farmerskie
Do 2009 zespołem farmerskim klubu była drużyna HK Riga 2000, która została zlikwidowana w 2009. Jej zawodnicy przeszli wówczas do nowo utworzonego zespołu Dinamo-Juniors Ryga, który stał się nowym klubem farmerskim dla Dinamo Ryga. Drużyna ta wywalczyła w 2010 mistrzostwo Łotwy w rozgrywkach Samsung Premjerliga. Występuje także w otwartej ekstralidze białoruskiej. Drużyną juniorską jest HK Rīga występująca w rozgrywkach MHL i Juniors w MHL-B.